# Зак Креггер
Закарі Майкл Креггер (англ. Zach Cregger; нар. 1 березня 1981) — американський комік, актор, сценарист, режисер і продюсер. Вперше став відомим як один із засновників нью-йоркської комедійної трупи The Whitest Kids U' Know разом із Тревором Муром, Семом Брауном, Тіммі Вільямсом і Дарреном Труметром. Пізніше знімався в ситкомах «Друзі з вигодою», «Хлопці з дітьми» та «Розбиті».
У 2022 році Креггер написав сценарій і зняв фільм жахів «Варвар», який мав комерційний успіх і отримав позитивні відгуки критиків.

## Раннє життя
Крегер народився в Арлінгтоні, Вірджинія. Там він виступав у різних комедійних і музичних групах, перш ніж переїхати до Брукліна, Нью-Йорк, де об'єднав зусилля з Муром і Семом Брауном, щоб створити The Whitest Kids U' Know.
У старших класах школи він грав у імпровізаційній трупі, яка називалася «Нація імпровізації» (The Nation of Improv). Вони виступали в торгових центрах та інших шкільних аудиторіях.

## Кар'єра
Креггер і його друзі створили комедійну трупу WKUK у 2000 році, ще в коледжі. Пізніше він зустрів Даррена Труметера під час зйомок незалежного фільму і запросив його приєднатися до них. Труметер став другим із двох пізніших доповнень до трупи, першим був Тіммі Вільямс.
Креггер разом із трупою досяг великого успіху під час живих виступів у Нью-Йорку в музичному закладі LES Pianos, а також в інтернеті. Це призвело до запрошення у 2006 році на американський фестиваль комедійного мистецтва HBO в Аспені. Трупа отримала нагороду за найкращу скетч-групу і привернула увагу багатьох голлівудських керівників.
«The Whitest Kids U' Know» виходив протягом п'яти сезонів спочатку на FUSE, а потім на IFC.
У 2008 році Креггер вперше з'явився в кіно в режисерському дебюті Деба Хейгана «Коледж».
Він зняв свій другий повнометражний фільм з Тревором Муром під назвою «Громадянська війна з наркотиками». Він мав обмежений кінотеатральний реліз і врешті-решт був показаний під час п'ятого сезону WKUK.
Креггер приєднався до акторського складу ситкому NBC «Friends with Benefits», який почався в ефірі 5 серпня 2011 року. Потім він знявся в ситкомі NBC «Хлопці з дітьми», який транслювався в 2012–2013 роках.
Креггер написав сценарій і зняв фільм жахів «Варвар» 2022 року з Джорджиною Кемпбелл, Біллом Скарсгардом і Джастіном Лонгом у головних ролях.
Креггер разом із учасниками The Whitest Kids U'Know, які залишилися в живих, профінансував другий повнометражний фільм трупи «Марс», прем’єра якого відбулася на кінофестивалі в Трайбеці 6 червня 2024 року з показами на біс 8 і 15 червня.
У січні 2025 року було оголошено, що Креггер напише сценарій і зрежисерує фільм за мотивами франшизи «Оселя зла».
В серпні 2025-го відбулася прем'єра «Зброї», наступного фільму жахів Креггера за його ж сценарієм.

## Особисте життя
У 2013 році Креггер познайомився із Сарою Пекстон в Остіні, штат Техас, на зйомках серіалу «Love & Air Sex», в якому вони грали пару. Пара заручилася в 2018 році і одружилася наступного року 27 жовтня 2019 року.
У січні 2025 року Креггер був згаданий у статті Washington Post, в якій докладно описувалося сексуальне насильство, скоєне молодіжним пастором у відомій церкві у Вашингтоні, округ Колумбія, яку відвідувала його сім'я.

## Фільмографія

### Режисер, сценарист, продюсер
| Рік       | Назва                    | Режисер    | Сценарист   | Продюсер    | Примітка         |
| --------- | ------------------------ | ---------- | ----------- | ----------- | ---------------- |
| 2007—2011 | The Whitest Kids U' Know | 53 епізоди | 57 епізодів | 57 епізодів | Також автор ідеї |
| 2009      | Міс березень             | Так        | Так         | Так         | З Тревором Муром |
| 2011      | The Civil War on Drugs   | Так        | Так         | Так         | З Тревором Муром |
| 2022      | Варвар                   | Так        | Так         | Ні          |                  |
| 2025      | Компаньйон               | Ні         | Ні          | Так         |                  |
| 2025      | Зброя                    | Так        | Так         | Так         | також композитор |
| 2026      | Оселя зла                | Так        | Так         | Ні          |                  |

### Актор
| Рік       |   | Українська назва                 | Оригінальна назва            | Роль                                   |
| --------- | - | -------------------------------- | ---------------------------- | -------------------------------------- |
| 1998      | с | Убивчий відділ                   | Homicide: Life on the Street | Дін Стемпер (Епізод: «Brotherly Love») |
| 2007—2011 | с | The Whitest Kids U' Know         | The Whitest Kids U' Know     | різні ролі (60 епізодів)               |
| 2008      | ф | Коледж                           | College                      | Купер                                  |
| 2009      | ф | Міс березень                     | Miss March                   | Юджин Белл                             |
| 2011      | ф | Громадянська війна з наркотиками | The Civil War on Drugs       | Авраам Лінкольн                        |
| 2011      | с | Друзі по сексу                   | Friends with Benefits        | Аарон (13 епізодів)                    |
| 2012—2013 | с | Молоді татусі                    | Guys with Kids               | Нік (17 епізодів)                      |
| 2013      | ф | Любов чи секс                    | Love & Air Sex               | Джефф                                  |
| 2014      | ф | Мій друг — гей                   | Date and Switch              | Герг                                   |
| 2015      | с | Сімейство Маккарті               | The McCarthys                | Даг (Епізод: «The Ref»)                |
| 2016—2018 | с | Катастрофа                       | Wrecked                      | Оуен (30 епізодів)                     |
| 2016      | ф | Прем'єра                         | Opening Night                | Мікі                                   |
| 2019      | с | Адам руйнує все                  | Adam Ruins Everything        | Берч (Епізод: «Adam Ruins Nature»)     |
| 2022      | ф | Варвар                           | Barbarian                    | Еверетт                                |
| 2024      | ф | Марс                             | Mars                         | різні ролі                             |